# Дмитриевка (Данковский район)
Дми́триевка — упразднённая деревня Плаховского сельсовета Данковского района Липецкой области. В настоящее время деревня не существует; на топографических картах обозначена как урочище.
Упоминается в документах последней четверти XVIII века как селение, находящееся рядом с селом Воскресенским.
Снята с учёта решением Липецкого облсовета № 340 от 10 июля 1987 года.